# Wera Engels

Wera Engels en 1933

Wera Engels (12 de mayo de 1905 – 16 de noviembre de 1988) fue una actriz alemana. Después de exitosos papeles principales en producciones de los bien establecidos estudios alemanes UFA en Babelsberg, así como en Francia, fue invitada a Hollywood. Los productores la vieron como una alternativa barata a Greta Garbo y Marlene Dietrich.
Fue contratada por la RKO. Según los informes, ella y la actriz Mary Pickford se hicieron buenas amigas. En 1935 regresó a Alemania, pero se fue poco después. De vuelta en Hollywood, salió con Gary Cooper por un tiempo, pero se casó con el actor y escritor ruso Ivan Lebedeff. Después de la muerte de Lebedeff en 1953 de angina de pecho, regresó a Europa, donde se quedó con varios amigos en Londres y Estocolmo antes de regresar a Alemania. Vivió el resto de su vida con Erna Hoffmann (viuda de Heinrich Hoffmann, amigo de Hitler y fotógrafo personal) en el área de Múnich.

## Filmografía
- White Slave Traffic (Tráfico de Esclavo blanco) (1926)
- Lützow's Wild Hunt (La caza del Salvaje Lützow ) (1927)
- Did You Fall in Love Along the Beautiful Rhine? (Caes enamorado A lo largo del Bonito Rhine?) (1927)
- When the Guard Marches (Cuándo la Guardia Marcha) (1928)
- (Befehl zur Ehe) (1928)
- The Streets of London  (Las Calles de Londres)  (1929)
- L'anglais tel qu'en le parle (1930)
- The Copper (El Cobre) (1930)
- The Perfume of the Lady in Black (El Perfume de la Señora en Negro) (1931)
- Children of Fortune Niños de Fortuna (1931)
- The Ringer El Campanero (1932)
- Lumpenkavaliere (1932)
- The Great Jasper El Jaspe Grande (1933)
- Fugitive Road Carretera fugitiva (1934)
- Sweepstake Annie El Sorteo de Annie (1935)
- Together We Live Junto  Vivimos (1935)
- The Great Impersonation El Grande Impersonation (1935)
- Hong Kong Nights Noches de Hong Kong (1935)
- Wolga-Wolga Wolga-Wolga (1936)
- Talking About Jacqueline Hablando de Jacqueline (1937)